# Acacia patagiata
Acacia patagiata é uma espécie de leguminosa do gênero Acacia, pertencente à família Fabaceae.